# Steinkirchner Straße 18 (Gräfelfing)

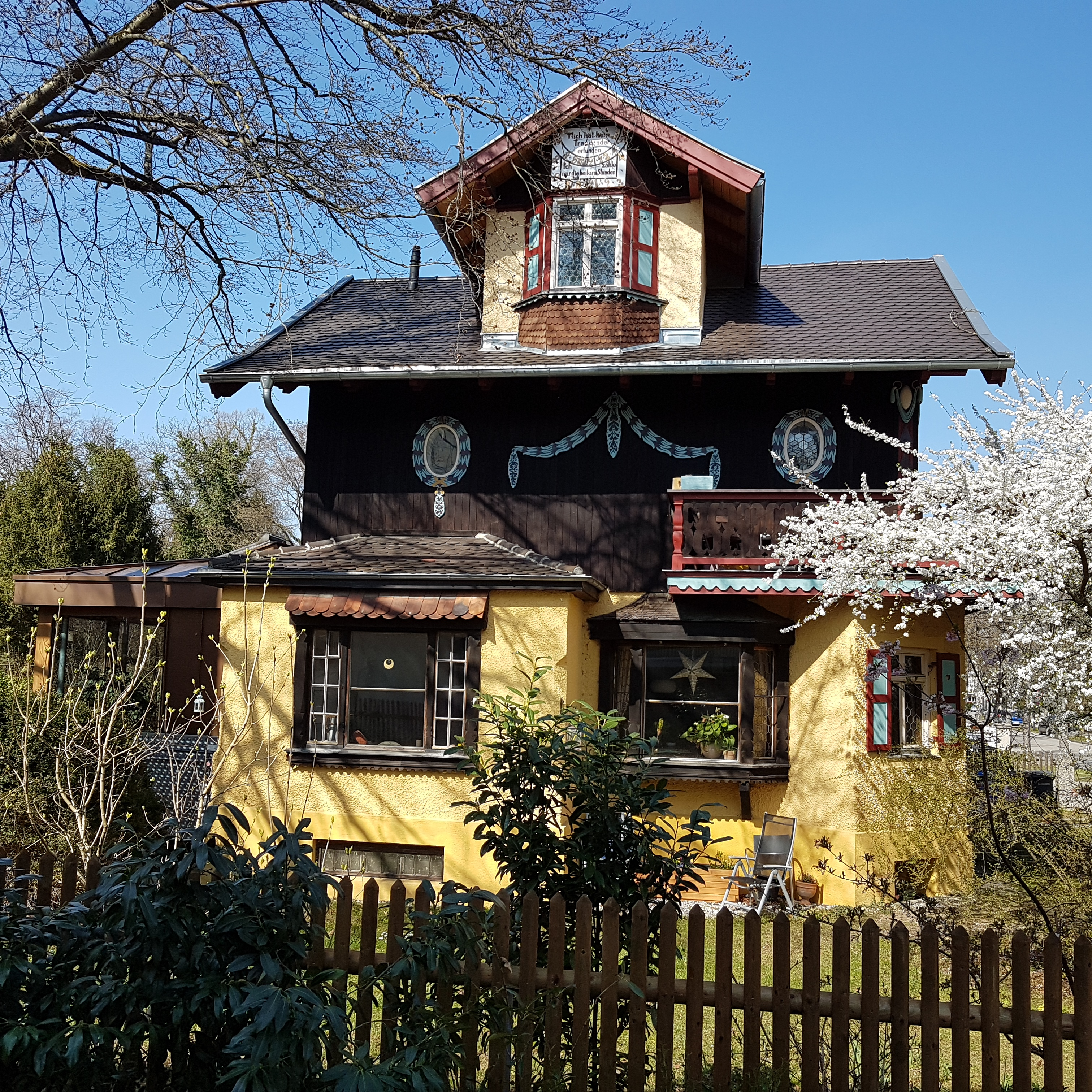
Gebäude Steinkirchner Straße 18 in Gräfelfing

Das Gebäude Steinkirchner Straße 18 in Gräfelfing, einer Gemeinde im oberbayerischen Landkreis München, wurde 1902 errichtet. Das Wohnhaus im Landhausstil ist ein geschütztes Baudenkmal.
Der zweigeschossige Satteldachbau wurde im alpinen Stil von den Architekten Johann Stadler und Julius Necker errichtet. Er besitzt ein verbrettertes Obergeschoss, einen großen Rundbogeneingang und einen hölzernen Balkon. An der Ecke neben dem Eingang ist eine Nische mit der Skulptur einer Madonna mit Kind.